# 大雙三角十二面截半二十面體
大雙三角十二面截半二十面體是一種星形均勻多面體，由20個正三角形、12個正五邊形和12個正十角星組成，索引為U42，對偶多面體為大雙三角十二角星化六十面體，具有二十面體群對稱性。

## 性質
大雙三角十二面截半二十面體由44個面、120條邊和60個頂點組成，歐拉示性數為-16。在其44個面中，有20個正三角形面、12個正五邊形面和12個正十角星面。在其60個頂點中，每個頂點都是1個正五邊形面、1個正三角形面和2個正十角星面的公共頂點，並且這些面在構成頂角的多面角時，以正五邊形、正十角星、正三角形和正十角星的順序排列，在頂點圖中可以用(5.10/3.3.10/3)、3.10/3.5.10/3、(10/3.5.10/3.3)、(10/3.3.10/3.5)來表示。

### 表示法
大雙三角十二面截半二十面體在考克斯特—迪肯符号中可以表示為（x5/3x3o5*a）或（x5/4o3/2x5/3*a），在威佐夫記號中可以表示為3 5 | 5/3。

### 尺寸
若大雙三角十二面截半二十面體的邊長為單位長，則其外接球半徑為：
{\displaystyle R={\frac {\sqrt {34-6{\sqrt {5}}}}{4}}\approx 1.134228596}
邊長為單位長的大雙三角十二面截半二十面體，中分球半徑為：
{\displaystyle R_{M}={\frac {6\left(5-{\sqrt {5}}\right)}{4}}\approx 1.0180739209}

### 二面角
大雙三角十二面截半二十面體共有兩種二面角，分別為十角星面和五邊形面的二面角以及十角星面和三角形面的二面角。
其中，十角星面和五邊形面的二面角為負5的平方根的倒數之反餘弦值，角度約為116.565度：
{\displaystyle \angle }十角星{\displaystyle ,}五邊形{\displaystyle \,=\arccos \left(-{\frac {\sqrt {5}}{5}}\right)\approx 2.0344439357957\approx 116.565051177^{\circ }}
而十角星面和三角形面的二面角角度約為142.6226度：
{\displaystyle \angle }十角星{\displaystyle ,}三角形{\displaystyle \,=\arccos \left(-{\frac {\sqrt {15\left(5+2{\sqrt {5}}\right)}}{15}}\right)\approx 2.4892345138\approx 142.622631859^{\circ }}

### 分類
由於大雙三角十二面截半二十面體的頂點圖為梯形且具備點可遞的特性，同時，其存在自相交的面，因此大雙三角十二面截半二十面體是一種自相交擬擬正多面體（Self-Intersecting Quasi-Quasi-Regular Polyhedra）。自相交擬擬正多面體一共有12種，除了小雙三角十二面截半二十面體外，其餘由阿爾伯特·巴杜羅（Albert Badoureau）於1881年發現並描述。
| 小立方立方八面體       | 大立方截半立方體           | 非凸大斜方截半立方體       | 小十二面截半二十面體   |
| 大十二面截半二十面體   | 小雙三角十二面截半二十面體 | 大雙三角十二面截半二十面體 | 二十面化截半大十二面體 |
| 小二十面化截半二十面體 | 大二十面化截半二十面體     | 斜方截半大十二面體         | 非凸大斜方截半二十面體 |

## 相關多面體
大雙三角十二面截半二十面體與截角十二面体共用相同的頂點布局，頂點排列方式也與大二十面化截半二十面體和大十二面二十面體相同，同時其亦與大二十面化截半二十面體和大十二面二十面體共用相同的邊佈局，特別地，大十二面二十面體則和其有著相同的十角星面。:156
| 截角十二面体 | 大二十面化截半二十面體 | 大雙三角十二面截半二十面體 | 大十二面二十面體 |